# 钱包悖论
錢包悖論，又稱錢包遊戲，是機率論中的一個悖論。

## 内容
A和B两人进行一场赌博。
赌法是：由第三者计算A、B二者钱包里面的钱，钱少者可以赢走钱多者的钱。
A对于这场赌博的想法为：若B的钱比我少，我可能输掉我现有的钱。但若B的钱比我多，我赢了，就会得到多于我现有的钱。我能够赢的钱比输的钱多，所以这场赌博对我有利。
而B的想法也是如此。
二人想法的逻辑都正确，但若认为二人的想法都正确，又将做出这场赌博对A、B二人都有利的错误结论。这显然是一个悖论。

## 分析

### 克莱特契克的分析
克莱特契克在他的书中指明必须限制条件，这才是一场公平的游戏，例如A，B二人对对方穿领带的习惯一无所知等。
他还假定每一个比赛者带有从0到任意数量（比如说一百元）的钱。以此假定构成两人钱数的矩阵，就可看出这个此赛是“对称的”，不会偏向任何一方。
但他没有指出两个比赛者的想法错在哪里。

### 考虑胜算
其实问题就在A，B二人只以“可以赢更多的钱”这点，就做出这场赌博对自己有利的结论，当然是错误的。
这场赌博应从胜算去判断对谁有利，而不是以“可以赢更多的钱”来判断。
若以谁有胜算来判断，必须注意二点：
1. 必须计算期望值。
2. 「钱包里有多少钱」是很随机的。无法有一定的标准。难以论定这场赌博的胜负，但若将「所有人类的钱包里的钱」相加后除以全人类数目，还是可以得出一个平均值。

若钱包里的钱比平均值小，那胜算比较大，反之较小。各国家，各地区人的钱包里的平均值都不一样，全人类太广泛，以国家，地区来分更加有胜算。
但就算是费很大力气来得到这平均值，还是很难确定有胜算的。由此可见A，B二人认为这场赌博对自己有利的结论是做得多么轻易，缺乏思考。
其实最有胜算的方法是知道对方的钱包里有多少钱。

### 另一种分析
钱包只有二个，所以钱包里的钱只存在二个数：
X,Y，设X>Y。
A有1/2机会是X，1/2机会是Y；B也如是。
如果A的钱是Y，则赢得X；如果A的钱是X，则输掉X；B也如是。
结论：1/2机会赢，1/2机会输。
而A,B想法的问题出在，他们假设了3个数：
设A有X元，B有Y元,或Z元(Z>X)。
但实际上只存在2个数，所以这是错误的论证，推理出错误的结论。

## 还有一种分析
假如A（或B）有可赌性，那么A（或B）钱数的可能性的最大值和最小值是一样的，还有可能性的最大值是有限的。可A（或B）觉得无论自己的值是多少，对方都可能超越，可是当自己为可能性的最大值时，则没有可能被超越，否则的话胜算则偏向可能性的最大值小的一方。对方可能性的最大值被认为是无限制的话，就导致了赢的可能性不会随钱数的增加而减少。

## 贝叶斯分析
如果钱数存在先验概率分布，则可以给出赢钱的期望值以及输赢概率。由于先验概率在钱数很大时恒等于零，容易证明无脑交换平均不会有收益

## 现实例子
最常见的就是在赌博时，期待「如果贏的話、會贏得比輸得更多」。例如玩吃角子老虎機時认为「就算只中櫻桃，也是翻五倍！」但問題在於未必会中奖。